# 마리나 시우바

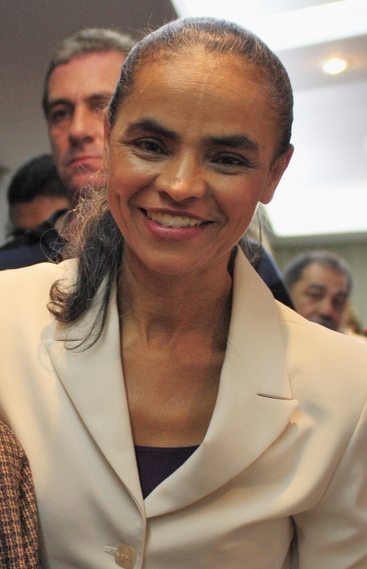
마리나 시우바

마리아 우즈마리나 마리나 시우바 바스 지 리마(브라질 포르투갈어: Maria Osmarina Marina Silva Vaz de Lima, 1958년 2월 8일 히우브랑쿠 ~ )는 브라질의 정치인이다. 1994년 총선에서 상원에 진출한 뒤, 2003년 루이스 이나시우 룰라 다 시우바 대통령이 당선된 뒤 첫 환경부 장관을 지냈다.
2008년에는 장관직에서 사퇴한 뒤 다음해 노동자당을 탈당해 녹색당으로 이적했다. 이듬해인 2010년에는 녹색당 후보로 대선에 출마해 3위를 기록했다. 대선에서 패배한 뒤 2011년 녹색당을 떠나 한동안 무소속으로 있었다. 2013년에는 브라질 사회당에 가입했다.
2014년 대선을 앞두고 브라질 사회당은 에두아르두 캄푸스를 대통령 후보로, 마리나 시우바를 부통령 후보로 선출했다. 그러나 8월 에두아르두는 사고로 사망했고, 시우바는 사회당의 대통령 후보가 됐다. 2014년 2월부터 사회당의 대선 지지율은 줄곧 3위였다. 하지만 시우바가 대선 후보가 된 뒤, 시우바는 줄곧 2위를 기록했다. 결선투표를 가정한 여론 조사에서는 시우바가 현직 대통령이자 노동자당 대선 후보인 지우마 호세프를 앞서는 결과도 나왔다.

## 역대 선거 결과
| 선거명      | 직책명                  | 대수 | 정당                | 득표율 | 득표수       | 결과 | 당락                    |
| ----------- | ----------------------- | ---- | ------------------- | ------ | ------------ | ---- | ----------------------- |
| 2002년 선거 | 상원의원 (아크리 제1부) | 52대 | 노동자당            | 32.29% | 157,588표    | 1위  | 아크리 주 상원의원 당선 |
| 2010년 선거 | 브라질의 대통령         | 36대 | 녹색당              | 19.33% | 19,636,359표 | 3위  | 낙선                    |
| 2014년 선거 | 브라질의 대통령         | 37대 | 브라질 사회당       | 21.32% | 22,176,619표 | 3위  | 낙선                    |
| 2018년 선거 | 브라질의 대통령         | 38대 | 지속가능한 네트워크 | 1.00%  | 1,069,578표  | 8위  | 낙선                    |